# 托默·赫瓦斯
托默·赫瓦斯（挪威語：Tomoe Hvas，2000年6月1日—），挪威男子游泳运动员，2018年夏季青年奥运会男子200米个人混合泳金牌得主、男子50米蝶泳银牌得主和男子50米仰泳铜牌得主、2021年世界短池锦标赛男子100米个人混合泳银牌得主。